# Estación El Salto
El Salto es una estación de la línea de Tren Limache-Puerto. Está ubicada al oriente de la comuna de Viña del Mar, en el Gran Valparaíso, Chile, y sirve al sector industrial homónimo.
En su entorno se encuentra el Jardín Botánico Nacional y diversas industrias manufactureras y químicas.
Fue la última de las estaciones construidas en el primer tramo del ferrocarril Santiago-Valparaíso, que comenzaba en la estación Barón y terminaba aquí, antes de iniciar su recorrido hacia Quilpué bordeando el desfiladero de Las Cucharas. Ha prestado servicios ininterrumpidamente por aproximadamente un siglo y medio.
En 2023 el presidente Gabriel Boric anunció que El Salto se convertirá en la estación terminal del nuevo tren Valparaíso-Santiago, a ser inaugurada en 2030.

## Historia

### Ferrocarril Santiago-Valparaíso

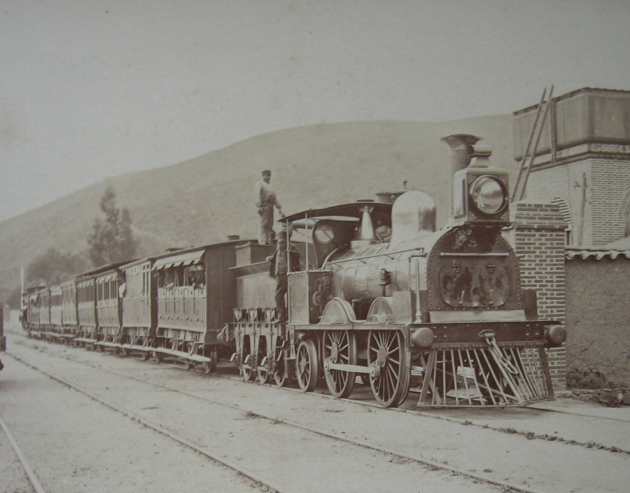
Ferrocarril en estación El Salto, en dirección a Puerto.
Fotografía del.

El 16 de septiembre de 1855, luego de tres años de trabajo, fue inaugurado el primer tramo del ferrocarril Santiago-Valparaíso, que finalizaba en el sector de El Salto, famoso por las caídas de agua cercanas que daban origen a la planta de agua con la que se alimentaba a las locomotoras. En ese entonces, la estación propiamente tal era de abastecimiento, no tanto así de pasajeros, debido a que muy poca población se encontraba en la zona a mediados del siglo XIX.
Con la proliferación de industrias y automotoras en la zona, poco a poco fue aumentando la utilización de la estación, mayormente por gente que concurría a su puesto de trabajo.

### Tren Limache-Puerto
La estación fue reinaugurada el 23 de noviembre de 2005, siendo la única sobreviviente del sector, mientras las vecinas Colegio Alemán y Laboral fueron cerradas al público.

### «Tren Valparaíso-Santiago»
El 10 de enero de 2023 el presidente Gabriel Boric, junto al ministro de Obras Públicas Juan Carlos García, el ministro de Transportes y Telecomunicaciones Juan Carlos Muñoz y el presidente de EFE Eric Martin González, anunciaron que El Salto se convertirá en la estación terminal del «Tren Valparaíso-Santiago» en 2030, en el contexto del plan «Trenes para Chile».
El anuncio implica la reconversión de El Salto en una futura estación intermodal entre el actual servicio del Tren Limache-Puerto, el Tren Valparaíso-Santiago y otros modos de transporte.

## Infraestructura

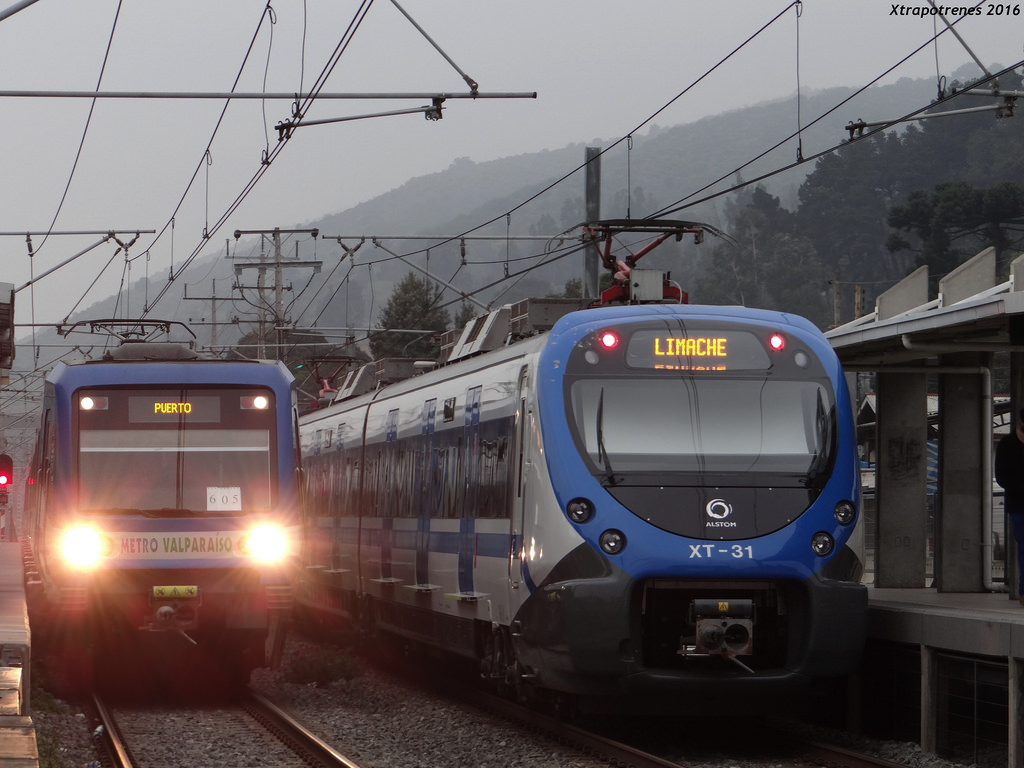
Automotor X'trapolis 100 y X'trapolis Modular en Estación El Salto

La mesanina con las boleterías se encuentra sobre una pasarela, cuyas escaleras de acceso dan a ambos lados de calle Limache, y la estación se encuentra igualmente separando a la calle. Posee dos pequeños paraderos, uno en cada andén.